# 董匡信
董匡信（986年—1053年），字仲孚，辽朝官员，祖先济阴人，他是董兴（字叔达）第五子。
董匡信喜欢文章，统和二十三年（1005年），开始籍名三班院，监上谷作坊，为官清廉有政绩，又经常奉佛斋僧。官至右班殿直、银青光禄大夫、检校国子祭酒兼监察御史、云骑尉。重熙二十二年（1053年）在大同府长清县去世，时年六十八岁。妻子王氏，重熙二十年（1051年）去世，时年六十六岁。其子董世济、董聿、董庠。